# Марк Лоллий
Марк Ло́ллий (лат. Marcus Lollius; умер после 15 года) — древнеримский аристократ, сын ординарного консула 21 года до н. э. Марка Лоллия и Аврелии Котты.

## Биография
Марк Лоллий был женат на Волузии, дочери Луция Волузия Сатурнина (консула-суффекта в 12 году до н. э.) и имел от неё двух дочерей: младшую — Лоллию Паулину, третью жену императора Калигулы, и старшую — Лоллию Сатурнину, которая позже стала любовницей Калигулы.
О жизни Марка Лоллия практически ничего не известно; была версия, что в 13 году до н. э. он занимал должность консула-суффекта, но, скорее всего, она неверна.